# Östkinesiska havet

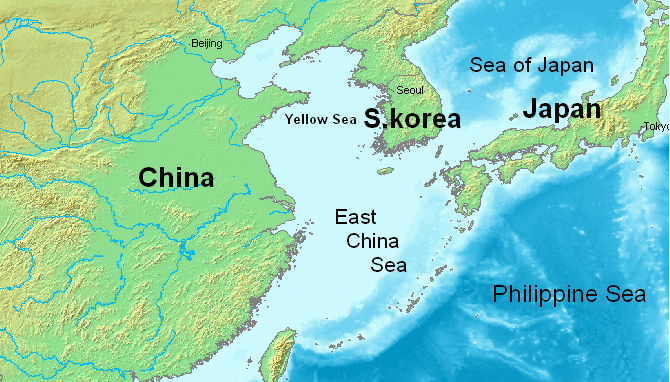
Östkinesiska sjön

Östkinesiska havet är ett bihav till Stilla havet och ligger mellan Kina, Korea, Japan och Taiwan.
Det är ett till största delen grunt hav förutom i ett litet område i öster där djupet överstiger 2 000 meter. Havet påverkas av monsunvindar vilket ger stora årstidsvariationer i salthalt och temperatur.